# Doo Hoi Kem
Doo Hoi Kem (en chino: 杜凱琹; Hong Kong, 27 de noviembre de 1996) es una deportista hongkonesa que compite en tenis de mesa, en la modalidad de dobles mixto.
Participó en tres Juegos Olímpicos de Verano, obteniendo una medalla de bronce en Tokio 2020, en la prueba de equipo, el quinto lugar en Río de Janeiro 2016 (dobles) y el cuarto en París 2024 (dobles mixto).
Ganó cinco medallas de bronce en el Campeonato Mundial de Tenis de Mesa entre los años 2015 y 2025.

## Palmarés internacional
| Juegos Olímpicos   | Juegos Olímpicos      | Juegos Olímpicos  | Juegos Olímpicos |
| Año                | Lugar                 | Medalla           | Prueba           |
| ------------------ | --------------------- | ----------------- | ---------------- |
| 2020               | Tokio (Japón)         | Medalla de bronce | Dobles mixto     |
| Campeonato Mundial |                       |                   |                  |
| Año                | Lugar                 | Medalla           | Prueba           |
| 2015               | Suzhou (China)        | Medalla de bronce | Dobles mixto     |
| 2017               | Düsseldorf (Alemania) | Medalla de bronce | Dobles mixto     |
| 2023               | Durban (Sudáfrica)    | Medalla de bronce | Dobles mixto     |
| 2024               | Busan (Corea del Sur) | Medalla de bronce | Equipo           |
| 2025               | Doha (Catar)          | Medalla de bronce | Dobles mixto     |